# Pitt Bier
Pitt Bier is een Nederlandse pils die in België wordt geproduceerd in opdracht van Royal Swinkels.
Het bier werd aanvankelijk gebrouwen door Oranjeboom te Breda, na overname door Brouwerij Bavaria te Lieshout en vervolgens door Brouwerij Martens uit Bocholt (België). Het is een blond bier, type pils met sinds 2024 een alcoholpercentage van 4,0%. Daarvoor was dit 5,0 procent.
Voorheen was dit het goedkope huismerk van het levensmiddelenbedrijf Laurus, verkrijgbaar bij onder andere Edah, Super de Boer en Konmar. Na de overname van Laurus door Jumbo was het verkrijgbaar bij Jumbo en C1000 supermarkten, later alleen bij Jumbo.
Het bier behoort net als Holger, dat ook door Martens wordt gebrouwen, tot de goedkoopste pilseners in Nederland.